# Melomakarona
Melomakarona je řecký vánoční dezert. V překladu melomakarona znamená těsto namáčené v medu. Cukroví, které má tvar vajíčka, se původně nazývalo makaronia a bylo servírováno při pohřebních hostinách. V současné době se v Řecku připravuje především na Vánoce. Hlavními ingrediencemi jsou vlašské ořechy, skořice, pomerančová šťáva a med, který byl ve starověkém Řecku považován za symbol hojnosti a plodnosti.